# 蓋爾賽島

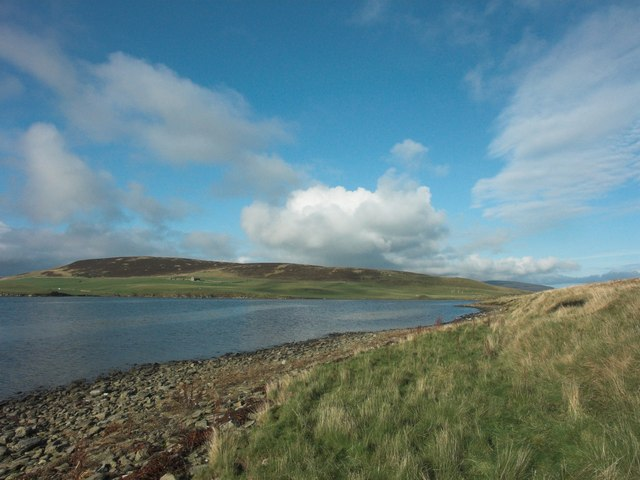

蓋爾賽島是蘇格蘭的島嶼，位於大西洋海域，屬於奧克尼群島的一部分，長3.2公里、寬1.6公里，面積2.4平方公里，最高點海拔高度102米，2001年人口僅3人。
59°05′N 2°58′W / 59.083°N 2.967°W